# Grywalizacja biznesowa
Grywalizacja biznesowa – umożliwienie pracownikom, partnerom i klientom interakcji z oprogramowaniem biznesowym, procesami i systemami w organizacjach w angażujący sposób, usprawniający działalność firmy.

## Implementacja
Wdrożenie grywalizacji w miejscu pracy to skomplikowany proces wymagający długiego etapu przygotowań. Specyfika dużych organizacji wymaga szczegółowego rozpatrzenia aspektów związanych z zatrudnieniem, prawem pracy, ochroną danych osobowych, równością szans, regulaminem wynagrodzeń itp. Projektowanie systemu grywalizacyjnego wymaga również znajomości branży i jej otoczenia, w którym przedsiębiorstwo działa.
W oparciu o dotychczasowe wdrożenia przyjmuje się, że średni czas od rozpoczęcia do płynnego działania systemu grywalizacyjnego w firmie to od 1,5 do 2 lat. Gartner przewiduje, że do 2014 roku 70% z 2000 największych światowych organizacji będzie posiadać co najmniej jedną zgrywalizowaną platformę. Prognoza M2 Research szacuje wartość rynku usług grywalizacyjnych na 2,8 miliarda dolarów w 2016 roku.

## Obszary zastosowań
- Komunikacja: elementy gier mogą być użyte do zachęcania pracowników do dyskusji np. na wewnętrznych forach przedsiębiorstwa, zwiększania jakości udzielonych odpowiedzi i komentarzy, wyłonienia ekspertów w danych tematach (np. Stack Overflow)
- Produktywność: wspieranie pracowników w wydajniejszym wykonywaniu ich głównych zadań. Budowanie motywacji i dostarczanie informacji zwrotnej ważnej z punktu widzenia zatrudnionych i pracy, którą wykonują (np. Nitro Salesforce)
- Wydajność: usprawnianie działań pracowników wpływających na wydajność całej firmy poprzez płynniejsze wykonywanie pobocznych zadań, czy lepsze zarządzanie ryzykiem[3], (np. WhoWhatWhere w Deloitte)
- Kadry: rekrutacja, wprowadzenie do pracy w firmie (onboarding), akulturacja, szkolenia, ocena skuteczności działań, premie i nagrody
- Innowacyjność: wyłanianie najlepszych pomysłów możliwych do zrealizowania w firmie w celu zwiększenia jej innowacyjności i pozycji konkurencyjnej, (np. Idea Street).

## Problemy
- Pracownicy mogą odebrać grywalizacje jako probe inwigilacji wszystkich ich działań.
- Techniki grywalizacyjne mogą być niezrozumiałe dla starszych pracowników, którzy nie znają gier komputerowych i mogą czuć się zdezorientowani.